# Revelación
 (mai 2021).
Albums de Selena Gomez
 Rare
(2020) I Said I Love You First
(2025)
Singles
1. De Una Vez
Sortie : 15 janvier 2021
2. Baila Conmigo
Sortie : 29 janvier 2021
3. Selfish Love
Sortie : 4 mars 2021

Revelación est le premier EP en espagnol de la chanteuse américaine Selena Gomez. Il a été publié le 12 mars 2021 chez Interscope Records,. Il a été précédé des singles De Una Vez, Baila Conmigo (en collaboration avec le chanteur portoricain Rauw Alejandro) et Selfish Love (ce dernier en collaboration avec le disc jockey français, DJ Snake).

## Contexte
Dans une interview de février 2020 avec Dazed, Selena Gomez a révélé qu'elle avait l'intention de sortir de la musique en espagnol. Pour promouvoir le dévoilement de nouvelles musiques en espagnol, en janvier  2021, Gomez a « cité » un tweet de janvier  2011 faisant référence à un album en espagnol jamais sorti, déclarant : « Je pense que ça vaut la peine d'attendre ».

« C'est quelque chose que je voulais faire depuis 10 ans, en travaillant sur un projet espagnol, parce que je suis tellement, tellement fière de mon héritage, et j'ai vraiment senti que je voulais que cela se produise. Juste avec toute la division dans le monde, il y a quelque chose dans la musique latine qui, globalement, fait ressentir des choses aux gens, vous savez ? »

— Selena Gomez à Zane Lowe sur la création de musique en espagnol, .

### Enregistrement
L'enregistrement de Revelación a commencé juste avant la mise en place des confinements liés à la pandémie de la COVID-19 ; il a été presque entièrement enregistré à distance, dans un studio d'enregistrement à domicile, en utilisant Zoom pour communiquer. Selena Gomez a embauché Leyla Hoyle-Guerrero, une coach en langues, pour l'aider à retrouver son vocabulaire espagnol, à travailler son accent et à pratiquer son argot.

## Composition
Revelación a été décrit comme un disque reggaeton,  R&B et electropop, avec des influences de musique urbano. C'est ce qui différencie cet EP du son dance-pop de son prédécesseur, Rare (2020). Selena Gomez a déclaré que les thèmes de l'EP sont « la force, l'amour, le pardon et le progrès ».

## Sortie et promotion
Le premier single de l'EP, De Una Vez, est sorti le 14 janvier 2021. Sa première aventure dans la musique latine depuis la sortie de la version espagnole du single A Year Without Rain, intitulée Un Año Sin Lluvia, sortit en  2010 avec son ancien groupe Selena Gomez & the Scene. Selena Gomez a décrit la chanson comme « un bel hymne d'amour ». Le clip, réalisé par Los Pérez, est sorti le même jour.
La sortie de l'EP a été annoncée le 27 janvier 2021, avec l'annonce de son deuxième single, Baila Conmigo, mettant en vedette le rappeur et chanteur portoricain Rauw Alejandro. Le single est sorti le 29 janvier 2021 et l'EP a été mis à disposition en précommande le jour même. Le clip du single est également sorti en même temps et a été réalisé par le cinéaste brésilien Fernando Nogari.
Le troisième single du projet, une collaboration avec le DJ et producteur français DJ Snake, intitulé "Selfish Love", a été annoncé le 25 février 2021, et est sorti le 4 mars 2021, avec son clip, réalisé par Rodrigo Saavedra. La chanson a marqué la deuxième collaboration entre les deux artistes, première en tant que duo, après leur single "Taki Taki" en  2018 avec Cardi B et Ozuna. La liste des titres de l'EP a été dévoilée le 2 mars 2021. Dans les jours qui ont précédé la sortie de Revelación, Selena Gomez a publié des aperçus des chansons sur son compte Instagram.

## Réception critique
Hannah Mylrea de NME a déclaré que Revelación remplaçait « tous les singles à succès pop » de l'ancien catalogue de Selena Gomez avec du « R&B et reggaeton de bon goût » qui font briller une confiance nouvelle. Le critique de Entertainment Weekly, Marcus Jones, a déclaré que le projet réussit à établir la capacité de Selena Gomez à « suivre la ligne », car elle n'embrasse pas pleinement le genre Urbano Latino, mais y ajoute sa propre touche. Il a estimé que l'EP est un pari risqué pour la chanteuse, la qualifiant de « musicienne beaucoup plus polyvalente que ce que les gens pouvaient dire sur elle ». Lucas Villa du magazine Rolling Stone a décrit Revelación comme un « flirt captivant avec le monde de la musique latine » pour Selena Gomez. La radio française Fun Radio a décrit l'EP d'« envoûtant ».
Revelación s'est aussi placé numéro 2 dans les charts au Portugal, numéro 4 en Espagne ainsi que numéro 28 au Royaume-Uni par exemple.

## Liste des pistes
Toutes les paroles sont écrites par Selena Gomez ainsi que les auteurs cités ci-dessous.
| Revelación : | Revelación :                          | Revelación : | Revelación :                                               | Revelación : | Revelación : | Revelación : | Revelación : | Revelación : | Revelación : |
| No           | Titre                                 | Auteur | Producteur(s)                                              | Durée        |              |              |              |              |              |
| ------------ | ------------------------------------- | --- | ---------------------------------------------------------- | ------------ | ------------ | ------------ | ------------ | ------------ | ------------ |
| 1.           | "De Una Vez"                          | - Abner Cordero Boria - Christopher Carballo Ramos - Marco Masís - Andrea Mangiamarchi - Alejandro Borrero - Ivanni Rodríguez - Ricardo López Lalinde                | - Albert Hype - Jota Rosa - Neon16 - Tainy - Bart Schoudel | 2:35         |              |              |              |              |              |
| 2.           | "Buscando Amor"                       | - Borrero - Cordero Boria - Mangiamarchi - Masís - Rodríguez - Randy Class - Zabdiel De Jesús                                                                        | - Jota Rosa - Neon16 - Tainy - Schoudel                    | 3:08         |              |              |              |              |              |
| 3.           | "Baila Conmigo" (avec Rauw Alejandro) | - Edgar Barrera - Borrero - Carballo Ramos - Cordero Boria - Jorge A. Diaz - Mangiamarchi - Masís - Alberto Carlos Melendez - Raúl Alejandro Ocasio Ruiz - Rodríguez | - Albert Hype - Jota Rosa - Neon16 - Tainy - Schoudel      | 3:06         |              |              |              |              |              |
| 4.           | "Dámelo To'" (feat. Myke Towers)      | - Borrero - Carballo Ramos - Cordero BoriaMangiamarchi - Masis - Melendez - Julia Michaels - Rodriguez - Michael Torres                                              | - Albert Hype - Jota Rosa - Neon16 - Tainy - Schoudel      | 3:04         |              |              |              |              |              |
| 5.           | "Vicio"                               | - Cordero Boria - Melendez - Borrero - Mangiamarchi - Gregory Aldae Hein - Rodríguez - Masis - Santiago Beltran                                                      | - Albert Hype - Jota Rosa - Neon16 - Tainy                 | 2:40         |              |              |              |              |              |
| 6.           | "Adiós"                               | - Cordero Boria - Borrero - Carolina Isabel Colón Juarbe - Rodríguez - Masis - Jorge Luis Perez, Jr. - Juan Andrés Ceballos                                          | - Neon16 - Nito - Tainy - Schoudel                         | 2:10         |              |              |              |              |              |
| 7.           | "Selfish Love" (avec DJ Snake)        | - William Grigahcine - Kat Dahlia - Marty Maro - K Sotomayor - Kris Floyd                                                                                            | - DJ Snake - Maro                                          | 2:48         |              |              |              |              |              |
| 19:31        |                                       | |                                                            |              |              |              |              |              |              |

Notes :
1. 1 2 3 4 5  producteur vocal

## Personnel
Crédits adaptés de Tidal.

### Artistes interprètes ou exécutants
- Selena Gomez - voix (toutes les pistes), voix de fond (3, 7)
- Elena Rose - voix de fond (1–6)
- Albert Hype - programmation (1, 3, 4)
- Jota Rosa - programmation (1–4, 6)
- Tainy - programmation (1–4, 6)
- Kat Dahlia - voix de fond (5–7)
- Nito - programmation (6)

### Techniciens
- Chris Gehringer - ingénieur mastering (1–6)
- Nicholas Mercier - ingénieur mastering, ingénieur mix (7)
- Serban Ghenea - table de mixage (1–6)
- DJ Snake - table de mixage (7)
- John Hanes - ingénieur mix (1, 3, 6)
- Angelo Carretta - ingénieur du son (1, 3)
- Bart Schoudel - ingénieur (toutes les pistes), ingénieur vocal (7)
- Mick Raskin - assistant ingénieur du son (5)

### Travail artistique
- Stephen Serrato - direction créative et design graphique
- Gerardo Santos - Conception scénique
- Camila Falquez - photographe
- Andi Elloway - post-production
- Kate Young - Styliste
- Orlando Pita - cheveux
- Hung Vanngo -  Maquillage

## Classements et certifications

### Classements

#### Classements hebdomadaires
| Classement (2021)                  | Meilleure position |
| ---------------------------------- | ------------------ |
| Allemagne (Media Control AG)       | 39                 |
| Autriche (Ö3 Austria Top 40)       | 33                 |
| Belgique (Flandre Ultratop)        | 19                 |
| Belgique (Wallonie Ultratop)       | 18                 |
| Canada (Canadian Albums)           | 38                 |
| Écosse (OCC)                       | 20                 |
| Espagne (Promusicae)               | 4                  |
| États-Unis (Billboard 200)         | 22                 |
| États-Unis (Top Latin Albums)      | 1                  |
| Finlande (Suomen virallinen lista) | 32                 |
| France (SNEP)                      | 36                 |
| Hongrie (Mahasz)                   | 22                 |
| Italie (FIMI)                      | 33                 |
| Japon (Oricon)                     | 103                |
| Lituanie (AGATA)                   | 10                 |
| Pologne (ZPAV)                     | 23                 |
| Portugal (AFP)                     | 2                  |
| Royaume-Uni (UK Albums Chart)      | 28                 |
| Suisse (Schweizer Hitparade)       | 19                 |

## Historique des versions
| Pays       | Date         | Version  | Format                                      | Label             | Réf.   |
| ---------- | ------------ | -------- | ------------------------------------------- | ----------------- | ------ |
| Divers     | 12 mars 2021 | Standard | - Coffret - CD - Téléchargement - Streaming | - Interscope      | ,      |
| Japon      | 19 mars 2021 | Deluxe   | - CD                                        | - Universal Music | [ 35 ] |
| États-Unis | 25 juin 2021 | Standard | - Vinyle                                    | - Interscope      | [ 36 ] |